# Ardisia vernicosa
Ardisia vernicosa är en viveväxtart som beskrevs av Carl Christian Mez. Ardisia vernicosa ingår i släktet Ardisia och familjen viveväxter. Inga underarter finns listade i Catalogue of Life.